# حضانت مشترک
حضانت مشترک نوعی حکم قضایی است که طبق آن حضانت از فرزند به طور مشترک به پدر و مادر می‌رسد. در نتیجهٔ این حکم هر دو والد حضانت را بر عهده می‌گیرند و هیچ والدی از این حق محروم نمی‌شود. این قانون مورد حمایت فعالین حقوق مردان است.

## حضانت توافقی
در این نوع حضانت، طرفین متعهد می شوند که به صورت توافقی حضانت فرزندان را بر عهده بگیرند. این نوع از حضانت در اغلب مواقع در طلاق های توافقی انجام می شود.

## حضانت غیرتوافقی
در این نوع حضانت، طرفین به یک نتیجه واحد و مورد قبول زوجین نمی رسند، در نتیجه دادگاه برای حضانت فرزندان تصمیم می گیرد و بر اساس قوانین مقرر شده حضانت فرزندان را به پدر یا مادر یا هردو واگذار کند. حضانت غیرتوافقی در طلاق های غیرتوافقی که مورد اختلاف هر دو یا یکی از زوجین است بیشتر رخ می دهد.